# Sarrabulho

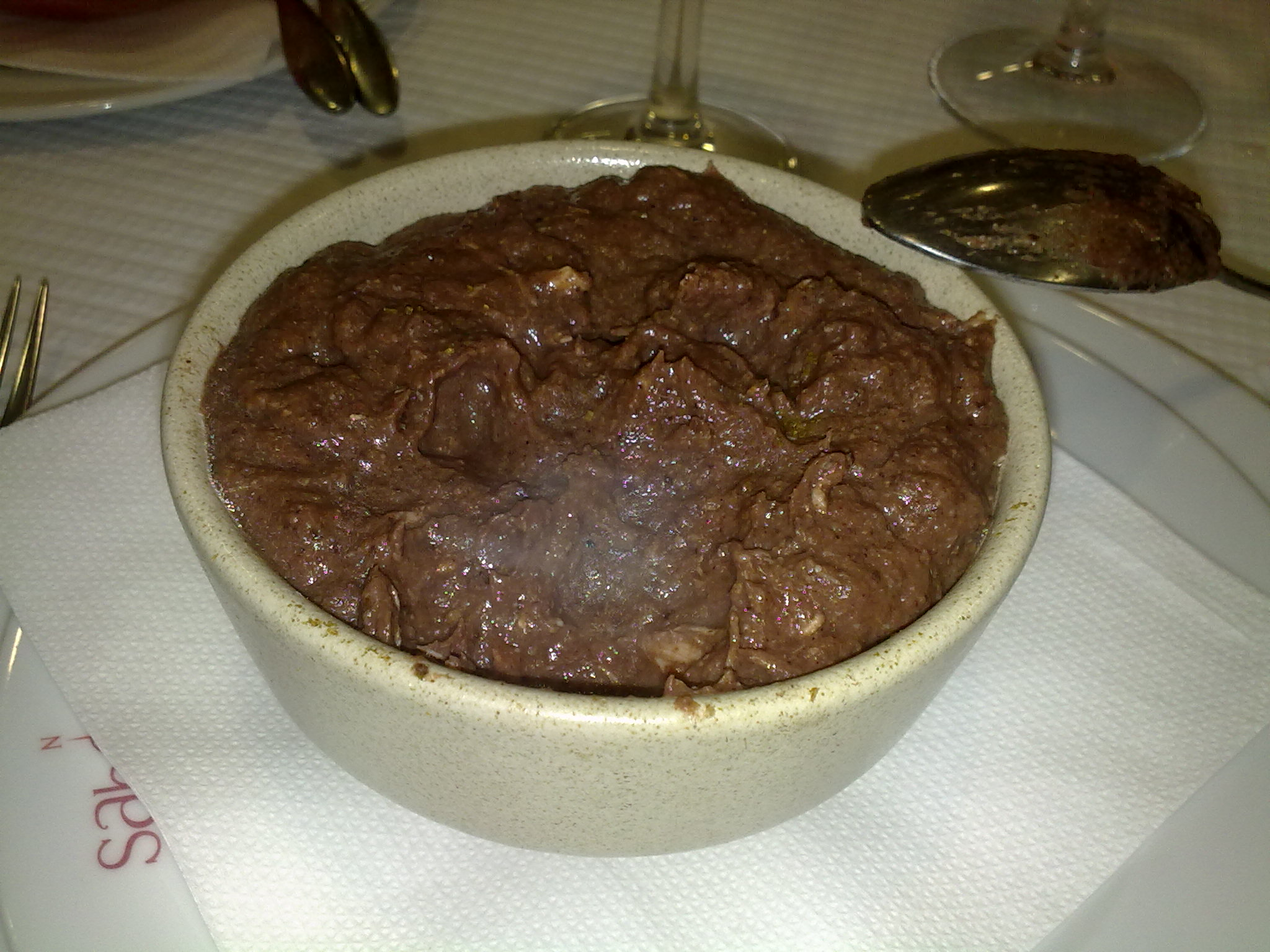
Papas de sarrabulho.

O sarrabulho ou sarrabulhada é um prato típico da culinária portuguesa e maranhense caracterizado pelo uso de miúdos de porco (principalmente fígado, baço e rins), sangue de porco coalhado, farinha de mandioca e uma variedade de temperos regionais. Este prato robusto e saboroso reflete a herança culinária portuguesa adaptada aos ingredientes locais, possuindo um significado cultural importante na gastronomia maranhense. Sua preparação detalhada e o uso de ingredientes específicos o tornam um prato único e representativo da identidade alimentar do estado.
A sua origem remonta à idade media durante a crise do século XIV, onde devido ao enorme impacto da peste negra nos séculos anteriores, a produção de alimento era praticamente nula. Durante esta crise, grande parte da população recorria ao pão como único alimento. Uma vez ser uma alimentação pobre, as pessoas que não tinham acesso a outros recursos, começaram a juntar-lhe sangue que lhes era oferecido por outros, sempre que se matava um animal. Criando assim as papas de Sarrabulho, que consistia na cozedura lenta de pão em sangue.
Mais tarde, foram-se criando várias formas mais elaboradas de confeccionar este prato. Entre as quais o guisado de sarrabulho (com pedaços de carne), e o doce de sarrabulho (feito da mesma forma que as papas mas juntando-lhe açúcar, mel e canela).

## Origens e Formação
A história do sarrabulho no Maranhão está intrinsecamente ligada à colonização portuguesa e à introdução da criação de porcos na região. A culinária portuguesa tradicional já utilizava miúdos e sangue de animais em diversos preparos, como a "chanfana" (cabrito estufado com vinho) e outros ensopados. Com a chegada dos colonizadores e a adaptação dos ingredientes disponíveis no Brasil, essa tradição se transformou, incorporando elementos locais como a farinha de mandioca e temperos característicos.
A utilização integral do porco, aproveitando todas as suas partes, era uma prática comum em sociedades rurais, onde o desperdício de alimentos era minimizado. Os miúdos, considerados subprodutos da carne principal, eram transformados em pratos nutritivos e saborosos. O sangue, por sua vez, era utilizado para enriquecer o sabor e a textura de ensopados, além de ser aproveitado em outras preparações como a morcela.
No contexto maranhense, a abundância da mandioca e a sua transformação em farinha foram cruciais para a formação do sarrabulho como o conhecemos hoje. A farinha de mandioca atua como um agente espessante para o caldo e adiciona uma textura terrosa ao prato, além de ser um acompanhamento tradicional na culinária local.
Acredita-se que a receita do sarrabulho tenha evoluído ao longo do tempo, passando por adaptações e incorporações de ingredientes e técnicas culinárias transmitidas oralmente entre gerações. As diferentes regiões do Maranhão podem ter desenvolvido variações sutis na receita, refletindo a disponibilidade de ingredientes locais e as preferências de cada comunidade.

## Trajetória e Desenvolvimento
O sarrabulho, ao longo de sua história no Maranhão, consolidou-se como um prato presente em diversas ocasiões, desde refeições familiares até festividades e eventos culturais. Sua presença marcante na culinária do estado pode ser observada em restaurantes tradicionais que preservam a receita e a técnica de preparo, transmitindo o conhecimento culinário de geração para geração.
A preparação do sarrabulho é um processo que exige tempo e cuidado. Tradicionalmente, os miúdos de porco são limpos meticulosamente, cozidos separadamente e cortados em pedaços menores. O sangue de porco é geralmente coalhado com vinagre ou limão para evitar que coagule durante o cozimento.
O refogado, base do ensopado, é preparado com cebola, alho, pimentão e tomate, aos quais são adicionados temperos como cheiro-verde, pimenta do reino, cominho, colorau e folhas de louro, que conferem ao prato seu aroma e sabor característicos. Os miúdos cozidos e o sangue coalhado são então incorporados ao refogado, juntamente com a farinha de mandioca, que é dissolvida em água ou caldo para evitar a formação de grumos.
O ensopado é cozido lentamente em fogo baixo, permitindo que os sabores fiquem e a textura se torne rica e aveludada. O tempo de cozimento pode variar, mas geralmente leva algumas horas para que o sarrabulho atinja o ponto ideal.
Ao longo do tempo, o sarrabulho manteve sua essência, embora possam existir variações regionais ou adaptações modernas na receita. Alguns cozinheiros podem adicionar outros ingredientes, como pedaços de carne de porco, linguiça ou especiarias adicionais, buscando enriquecer ainda mais o sabor do prato.

## Contribuições Culinárias:
- Preservação de técnicas tradicionais: O preparo do sarrabulho envolve técnicas culinárias antigas, como o aproveitamento integral do animal e o cozimento lento de ensopados, que são importantes para a preservação da memória gastronômica.
- Uso de ingredientes locais: A incorporação da farinha de mandioca, um ingrediente fundamental na culinária maranhense, confere ao sarrabulho uma identidade regional distinta.
- Complexidade de sabores: A combinação dos miúdos, do sangue e dos diversos temperos resulta em um prato com um perfil de sabor complexo e único, que agrada aos paladares apreciadores de pratos robustos.[3]

## Contribuições Culturais:
- Identidade regional: O sarrabulho é reconhecido como um prato emblemático do Maranhão, contribuindo para a construção da identidade cultural do estado através da sua gastronomia.
- Presença em eventos e festividades: O prato pode ser encontrado em festas populares, feiras gastronômicas e outros eventos culturais no Maranhão, reforçando seu significado na vida social da comunidade.
- Transmissão de conhecimento: A receita e a técnica de preparo do sarrabulho são frequentemente transmitidas oralmente entre gerações, mantendo viva a tradição culinária familiar.
- Representação na literatura e na arte: O sarrabulho pode ser mencionado em obras literárias e representações artísticas que abordam a cultura e os costumes do Maranhão, ampliando seu alcance cultural.[4]